# Leopold af Hohenzollern
Fyrst Leopold af Hohenzollern (tysk: Leopold Stefan Karl Anton Gustav Eduard Tassilo) (22. september 1835 – 8. juni 1905) var en tysk fyrste, der var mediatiseret fyrste af det lille fyrstendømme Hohenzollern i Sydtyskland og overhoved for den schwabiske linje af Huset Hohenzollern fra 1885 til 1905.
Hans kandidatur til den spanske trone i 1869-70 var årsag til en diplomatisk krise (Emsdepechen), der ledte til den fransk-preussiske krig i 1870-71.
Leopold var storebror til Dronning Stephanie af Portugal og Kong Carol 1. af Rumænien samt far til Kong Ferdinand 1. af Rumænien.

## Biografi

### Tidlige liv
Leopold blev født den 22. september 1835 i Krauchenwies nær Sigmaringen i Sydtyskland som den ældste søn af Karl Anton af Hohenzollern-Sigmaringen i hans ægteskab med Prinsesse Josephine af Baden. Karl Anton var regerende fyrste af Hohenzollern-Sigmaringen i 1848-1849, hvor Fyrstendømmet Hohenzollern-Sigmaringen blev mediatiseret og lagt ind under Kongeriget Preussen. Karl Anton var Preussens ministerpræsident i 1858-1862.
Prins Leopold giftede sig den 12. september 1861 i Lissabon i Portugal med Infantinde Antonia af Portugal, datter af den regerende dronning Maria 2. af Portugal i hendes ægteskab med Ferdinand 2., Kongegemal af Portugal. I ægteskabet blev der født tre sønner.
I 1869 døde den sidste fyrste af Hohenzollern-Hechingen. Karl Anton betragtede sig herefter som titulær fyrste af både Sigmaringen og Hechingen. I sine sidste år kaldte han sig derfor blot fyrste af Hohenzollern.

### Den fransk-preussiske krig
I 1869-70 blev Leopold tilbudt den spanske trone, men måtte afslå under fransk pres. Det blev årsagen til en diplomatisk krise (Emsdepechen), der ledte til den fransk-preussiske krig i 1870-71.

### Fyrste af Hohenzollern
Ved faderens død i 1885 tiltrådte Leopold som titulær fyrste af Hohenzollern og overhoved for den schwabiske linje af Huset Hohenzollern.
Fyrst Leopold døde 69 år gammel den 8. juni 1905 i Berlin. Fyrstinde Antonia overlevede sin mand med 8 år og døde den 27. december 1913 i Sigmaringen.

## Ægteskab og børn
Leopold giftede sig den 12. september 1861 i Lissabon i Portugal med Infantinde Antonia af Portugal. I ægteskabet blev der født tre børn.
| Navn                    | Født                    | Død                     | Bemærkninger |
| Med Antonia af Portugal | Med Antonia af Portugal | Med Antonia af Portugal | Med Antonia af Portugal |
| ----------------------- | ----------------------- | ----------------------- | --- |
| Vilhelm                 | 7. marts 1864           | 22. oktober 1927        | Fyrste af Hohenzollern 1905–1918 Gift 1. gang i 1889 med Prinsesse Maria Theresia af Begge Sicilier Gift 2. gang i 1915 med Prinsesse Marie Adelgunde af Bayern |
| Ferdinand               | 24. august 1865         | 20. juli 1927           | Konge af Rumænien 1914–1927 Gift i 1893 med Marie af Edinburgh                                                                                                  |
| Karl Anton              | 1. september 1868       | 21. februar 1919        | Gift i 1894 med Josephine af Belgien |

## Slægtning til den rumænske konge
Leopolds yngre bror Karl blev Rumæniens første konge. Da Karls eneste barn, Prinsesse Marie, døde i 1874, blev Leopolds søn Ferdinand landets anden konge ved Karls død i 1914.